# Кулик, Михаил Николаевич
Михаил Николаевич Кулик (род. 1940) — советский и украинский ученый в области энергетики, оптимизации развития и управления функционированием топливно-энергетического комплекса, академик НАН Украины (2000), профессор (1986), доктор технических наук (1976), заслуженный деятель науки и техники (2003), лауреат премии имени. М. Хрущева Национальной академии наук Украины (2002), Государственной премии Украины в области науки и техники (1999) и премии имени С. А. Лебедева Национальной академии наук Украины (1994).
В Национальной академии наук Украины он работает с 1966 г. Кандидатскую диссертацию защитил в 1969 г., докторскую — в 1979 г. Звание профессора ему присвоено в 1986 г. С 1995 г. — член-корреспондент НАН Украины, а с 2000 г. — академик НАН Украины. Кулик М. Н. имеет государственные награды Украины: Государственную премию Украины в области науки и техники (1999 г.), лауреат премии им. С. А. Лебедева Национальной академии наук Украины (1994 г.) и премии В. М. Хрущева Национальной академии наук Украины (2002 г.). В 2003 г. ему присвоено звание «Заслуженный деятель науки и техники».
Кулик Михаил Николаевич родился в 1940, окончил в 1963 Харьковский политехнический институт. В Национальной академии наук Украины работает с 1966, заведующим отдела — с 1979, директором Института общей энергетики НАН Украины — с 1997 г. Кандидатскую диссертацию защитил в 1969 p., докторскую — в 1979 p., ученое звание профессора ему присвоено в 1986 г., членом-корреспондентом НАН Украины избран в 1995 p., академиком НАН Украины в 2000 г.
Кулик — специалист в области общей энергетики, оптимизации развития и управления функционированием топливно-энергетического комплекса (ТЭК), его отраслевых и региональных систем. Хорошо известны также его исследования и разработки по долгосрочному прогнозированию спроса на топливно-энергетические ресурсы (ТЭР) в условиях переходной экономики, оптимизации топливно-энергетических балансов, объемов импорта и экспорта топливно-энергетических ресурсов. Научные исследования, выполняемые непосредственно Куликом М. Н. и под его научным руководством, относятся к следующим основным научным направлениям:
- разработка методологии, математических, программно-информационных средств и решения прикладных проблем с долгосрочного и перспективного прогнозирования уровней энергопотребления и направлений энергообеспечения страны, разработки перспективных топливно-энергетических балансов, оптимизации объемов импортно-экспортного обмена ПЭР; прогнозирование уровней энергосбережения; разработки мероприятий по защите окружающей среды;
- развитие теории, создание математических средств и программно-информационных комплексов для исследования и оптимизации развития ТЭК как единой энерготехнологической системы, а также отраслевых систем энергетики: электроэнергетической системы, систем нефте-, газо — и теплоснабжения, угольной промышленности;
- разработка теории, построение математических моделей и создания средств информатики для анализа, оптимизации и управления установившимися и нестационарными режимами магистральных газопроводов газотранспортных систем, режимами электроэнергетических систем;
- развитие и модификация методов прикладной математики по проблемам прогнозирования уровней энергопотребления страны в современных экономических условиях, оптимизации развития ТЭК и его отраслевых систем, оперативного управления и оптимизации режимов работы газотранспортных и электроэнергетических систем.

В 1966—1969, учась в аспирантуре Института кибернетики АН УССР, Кулик выполнил цикл работ по исследованию режимов теплофикационных, газовых и водопроводных систем на специализированных вычислительных машинах.
В 1971—1979 гг. Кулик М. М. выполнил крупные исследования по созданию теории, математических и аппаратных средств автоматизации управления электроэнергетическими системами. В этот период Кулик, возглавляя лабораторию, а затем отдел Института электродинамики АН УССР, предложил класс специальных методов распараллеливания вычислений и технические средства организации многопроцессорных систем, ориентированных на решение комплекса задач по оперативному управлению электроэнергетическими системами в установившихся и нестационарных режимах. Эти разработки были использованы в составе средств диспетчерского управления производственных энергетических объединений Украины.
В период с 1981 г. и до сих пор Кулик выполняет большой объем важных исследований, анализа режимов и оптимизации управления системами магистрального транспорта газа в нормальных и аварийных ситуациях. Эта проблема связана с анализом больших систем уравнений, содержащих в качестве подсистем взаимосвязаны системы нелинейных алгебраических уравнений и уравнений в частных производных. В отношении данной проблемы Куликом М. Н. выполнена разработка модификаций и адаптацию методов неявной конечно-разностной аппроксимации дифференциальных преобразований, экстраполяции к пределу и др. Апробация этих результатов во время выполнения международных контрактов и международных конференциях показала, что уровень осуществленных разработок соответствует или превышает уровень ведущих зарубежных фирм. На основе этих исследований разработаны специализированные программно-вычислительные комплексы «Прогноз» и «Динамика», которые были использованы при экспертизе математического обеспечения систем автоматизации газопровода Уренгой-Ужгород (разработка французской фирмы ТОМСОН-ЦСФ) и в системах управления магистральными газопроводами России и Украины (1981—1991 pp.). С использованием указанных теоретических результатов выполнены разработка и внедрение в ДП «Укртрансгаз» программно-информационного комплекса «Каскад», предназначенного для определения реальных характеристик и показателей технического состояния оборудования компрессорных станций и трубопроводов магистральных газопроводов (1995—1999 гг.).
Начиная с 1978 г. и до сих пор, Кулик Н. М. проводит важные исследования в области общей энергетики. Им выполнены обобщающие теоретические и численные практические разработки и расчеты (в том числе макроэкономических показателей), используемых для прогнозирования развития энергетики: объемов отраслевого материального производства и валового внутреннего продукта страны; уровней потребления ТЭР и рациональных объемов их поставок по импорту; перспективных топливно-энергетических балансов (ТЭБ) страны. Важные теоретические и прикладные результаты получены Куликом М. М. в исследованиях ТЭК Украины в межотраслевой постановке, а также при решении задач оптимизации развития электроэнергетической системы страны, систем тепло — и газоснабжения, нефтегазовой и угольной промышленности. Для решения этих проблем им были использованы модифицированные методы системного анализа (модифицированные методы обнаружения зависимостей, методы межотраслевого баланса — модель Леонтьева, непрерывное и дискретное математическое программирование, игровые модели и др.) в сочетании с развитыми структурами программного и информационного обеспечения. В результате на Украине впервые были разработаны математические средства и моделирующие комплексы, позволяющие выполнять решения общих проблем развития энергетики Украины, которым является долгосрочное прогнозирование потребности в топливно-энергетических ресурсах с учетом энергосбережения, неопределенности условий развития экономики и межотраслевых сдвигов, разработка оптимальных ТЭБ Украины за интервалами на далекую перспективу, разработка направлений рационального развития ТЭК страны и его отраслевых систем, разработка мероприятий по модернизации существующих и строительству новых энергетических объектов с учетом рационального природопользования.
Указанные средства постоянно используются при проведении исследований приоритетных направлений развития энергетики Украины, на их основе выполнена серия разработок загальноенергетичного содержания, которые были переданы в соответствующие министерства и Правительства Украины: «Анализ рациональных объемов строительства АЭС на территории Украинской ССР с позиций оптимального топливно-энергетического баланса на период до 2005 г.» (1988 p.), «Оптимизация перспективной структуры угольной промышленности Украины» (1988 p.), «Приоритетные меры по снижению потребления природного газа и мазута в энергетическом хозяйстве Украины» (1992 p.), «Концепция развития национальной энергетики Украины» (1993 p.). Кулик М. М. является одним из разработчиков международного проекта «Базовая концепция энергетической политики России и Украины. Совместный американо-японо-российско-украинский подход» (1994 p.), который был представлен в Кабинет Министров и Верховную Раду Украины, а также правительства США, Японии и России. Кулик был научным руководителем и разработчиком «Комплексной государственной программы энергосбережения Украины», одобренной Правительством в 1997 г. Теоретические исследования М. Н. Кулика послужили научной базой создания Энергетической стратегии Украины на период до 2030 года, по которой Институт общей энергетики НАН Украины выполнил функции главного разработчика и осуществил координацию и обобщение результатов исследований более 20 академических и отраслевых научно-исследовательских организаций. Этот фундаментальный проект был одобрен Правительством в 2006 году.
Кулик является автором около 200 научных трудов, среди которых 11 монографий, под его руководством подготовлено 13 кандидатов наук, среди его учеников 2 доктора наук, много времени он отдает работе с научной молодежью.
Кулик М. М. выполняет большую научно-организационную работу, является членом бюро Отделения физико-технических проблем энергетики НАН Украины, руководит секцией Научного совета НАН Украины по комплексной проблеме «Научные основы электроэнергетики», является членом межведомственных комиссий, действующих при Правительстве Украины, председателем специализированного совета по присуждению научных степеней доктора и кандидата наук.